# Catherine de Parthenay
Catherine de Parthenay (Mouchamps, 22 marzo 1554 – Mouchamps, 26 ottobre 1631) è stata un'umanista, poeta e mecenate francese, nonché drammaturga.
Nata il 22 marzo 1554 a Park-Mouchamps, dipartimento della Vandea-Loira, e morta nel 1631 nello stesso luogo, è stata una umanista francese, donna di eroismo antico, conosciuta ai suoi tempi per il suo impegno calvinista.
Parlava e scriveva in latino, greco ed ebraico, poeta, drammaturgo e mecenate delle arti, è la discendente di una linea di donne del Rinascimento, Michelle de Saubonne, (sua nonna), e Antoinette d'Aubeterre, la madre, che univano l'erudizione con la fede.
Ha ricevuto a undici anni lezioni dal matematico François Viète, che era anche il segretario di sua madre. Sposò a quattordici anni il barone Charles de Quellenec, contro il quale intenterà (con la madre) un famoso processo per dichiararlo incapace di procreare. Tuttavia, alla morte del marito (durante il massacro di San Bartolomeo), ha composto un'Elegia alla sua gloria e quella dell'Ammiraglio Gaspard de Coligny. Poco dopo lei ambienta la tragedia dell'assedio, Oloferne, sotto a La Rochelle, di cui non rimane nulla.
Dotata per la matematica e per la letteratura, si sposò in seconde nozze col visconte Renato II di Rohan, da cui ha avuto sei figli. Vedova una seconda volta, si dedica all'educazione dei suoi figli Enrico II di Rohan e Beniamino di Rohan, duca di Soubise, e delle sue figlie, Anne, Catherine e Françoise, nel suo castello di Blain poi al parco-Mouchamps.
Conosciuta nel periodo come la madre dei Rohan, essa rimprovera a Enrico IV la sua abiura in un pamphlet pubblicato anonimo ma che a lei è unanimemente attribuito; qualche anno più tardi, la stessa compiangerà la sua morte in una bellissima poesia.
Tallement des Réaux ha lasciato di lei il ritratto di donna lunatica e un po' spostata. Verso la fine della sua vita, combatterà a fianco dei suoi figli per fare rispettare lo spirito dell'editto di Nantes, ma la sua fazione (gli ugonotti) sarà sconfitta nel 1628 con il lungo assedio a La Rochelle, dopo una resistenza eroica, dove si dice che essa e la sua figlia Anne mangiarono il cuoio dei paramenti e sellerie dei cavalli. Imprigionata e poi esiliata sulle sue terre su ordine di Luigi XIII, morirà tre anni più tardi sui luoghi nativi, a settantasette anni.
La si nomina secondo i periodi della propria vita Mademoiselle Soubise, la baronessa du Pons (o de Pont) o la madre dei Rohan.

## Biografia

### Una giovinezza studiosa a Mouchamps
Figlia di Giovanni V di Parthenay-L'Archevêque, detto Soubise, e di Antoinette d'Aubeterre, nipote di Michelle de Saubonne, Catherine de Parthenay era l'unica erede della potente famiglia ugonotta e poitevina dei Signori di Parthenay-Larchevêque. Affidata alle nutrici, poi educata dai suoi familiari, essa manifesta molto presto il suo interesse per l'astrologia e l'astronomia; sua madre le dà allora per precettore il suo segretario e avvocato delle cause dei Soubise, il matematico François Viète.
Per lei, il giovane professore compone dei trattati educativi (di cui uno solo ci è pervenuto) dove egli espone il mondo conosciuto all'epoca (tra cui le Indie), la conoscenza cosmografica di allora, le scoperte del loro tempo. Essa si forma, senza saperlo, con il fondatore dell'algebra moderna. Viète attribuirà, vent'anni dopo, la sua passione per la geometria all'entusiasmo che manifestava la sua giovane allieva per questa disciplina. Eminente crittografo, da lui apprende probabilmente in questo momento a scrivere lettere crittografate e a usare inchiostro invisibile.

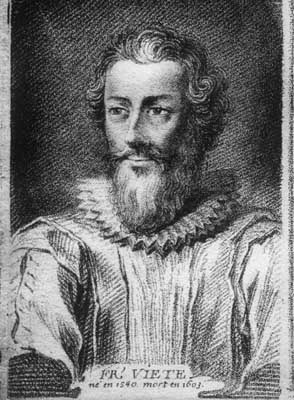
François Viète

La terra di Mouchamps dove hanno luogo queste lezioni di scienze e geografia è un rifugio per i calvinisti. Bernard Palissy vi fa cuocere le sue prime ceramiche; vi sono convitati numerosi. Ma suo padre passa poco tempo vicino a lei: si trova in guerra al servizio di Luigi I di Borbone-Condé o alla Corte di Carlo IX a tentare di convincere Caterina de' Medici di dichiararsi a favore della riforma. Giovanni di Parthenay non risiede mai a lungo con sua moglie e sua figlia. Quando muore, il 1º settembre 1566, Antoinette d'Aubeterre trova il coraggio di accompagnarlo alla morte e di stargli vicino fino al suo ultimo respiro, ma al momento supremo fa uscire Catherine de Parthenay dalla camera.
Minacciando di riprendere i combattimenti tra le truppe reali, guidati dai Guisa, e le truppe calviniste, guidate dai luogotenenti di Giovanna d'Albret e suo figlio, Antoinette d'Aubeterre da quell'anno ricerca un partito adatto per la figlia. Sono disponibili tre: il figlio dell'Ammiraglio de Coligny, Henri de Pontivy, figlio minore della famiglia dei Rohan e il barone Charles de Quellenec, del casato di Pont-l'Abbé. La sua scelta è orientata da tempo sul primo, i preparativi sono pianificati ma il giovane Châtillon muore nel 1567 di peste e il 15 giugno 1568, l'erede dei Soubise si sposa al parc-Mouchamps con il barone di Pont.

### Un processo per impotenza
All'inizio, dispute riguardanti i preparativi conducono Antoinette Aubeterre a permettere alla giovane coppia di gestire le terre dei Soubise. Si trasferisce a La Rochelle, dove confidenze domestiche le fanno capire che il barone du Pont non onora come si conviene la moglie. Si confida con Teodoro di Beza, poi con Giovanna d'Albret, le viene assicurato che questo è motivo di scioglimento del matrimonio.
Nel 1570, il barone di Pont è fatto prigioniero nella battaglia di Jarnac. Fugge (nonostante avesse giurato di rimanere prigioniero sulla parola) e raggiunge La Rochelle dove combatte agli ordini del visconte Renato di Rohan. Gravemente ferito alla mascella, rientra nelle terre di Mouchamps e apprende che la sua sposa è fuggita a La Rochelle.
Avendo Catherine de Parthenay confessato tutto a sua madre, il barone de Quellenec va a giurare davanti a Giovanna d'Albret che le voci sulla sua impotenza sono calunnie. È convinta tuttavia dalla menzogna e il barone promette alla regina di Navarra di adempiere al suo dovere, ma poco tempo dopo, il barone di Pont manda via sua moglie da La Rochelle e la fa rinchiudere nei suoi castelli in Bretagna.
Tuttavia, prima che la costringano a partire per il castello di Pont, Catherine de Parthenay manda una lettera a sua madre, dove comunica che non bisognerà più dar credito a ciò che scriverà ormai sotto costrizione.
Tenuta prigioniera, scrisse allora (presumibilmente sotto costrizione) a sua zia de Rochechalas « che ci sono stati tali cambiamenti allo stato delle cose, che se sarà costretta a dire la verità, non potrà tenere lo stesso tono che aveva tenuto in precedenza ». A sua zia, Dama de la Rochechallas, avendo potuto renderle visita, Catherine de Parthenay dà in segreto una lettera per sua madre dove essa riafferma che non bisogna accordare alcun credito alle parole che le ha appena confidato.
Solo dei trucchi consentiranno allora a Caterina de Parthenay di corrispondere con la madre e col suo ex precettore con franchezza. Essa utilizza dell'inchiostro simpatico (succo d'arance o di limone) e scrive in versi latini e greci, lingue poco conosciute dal barone du Pont.

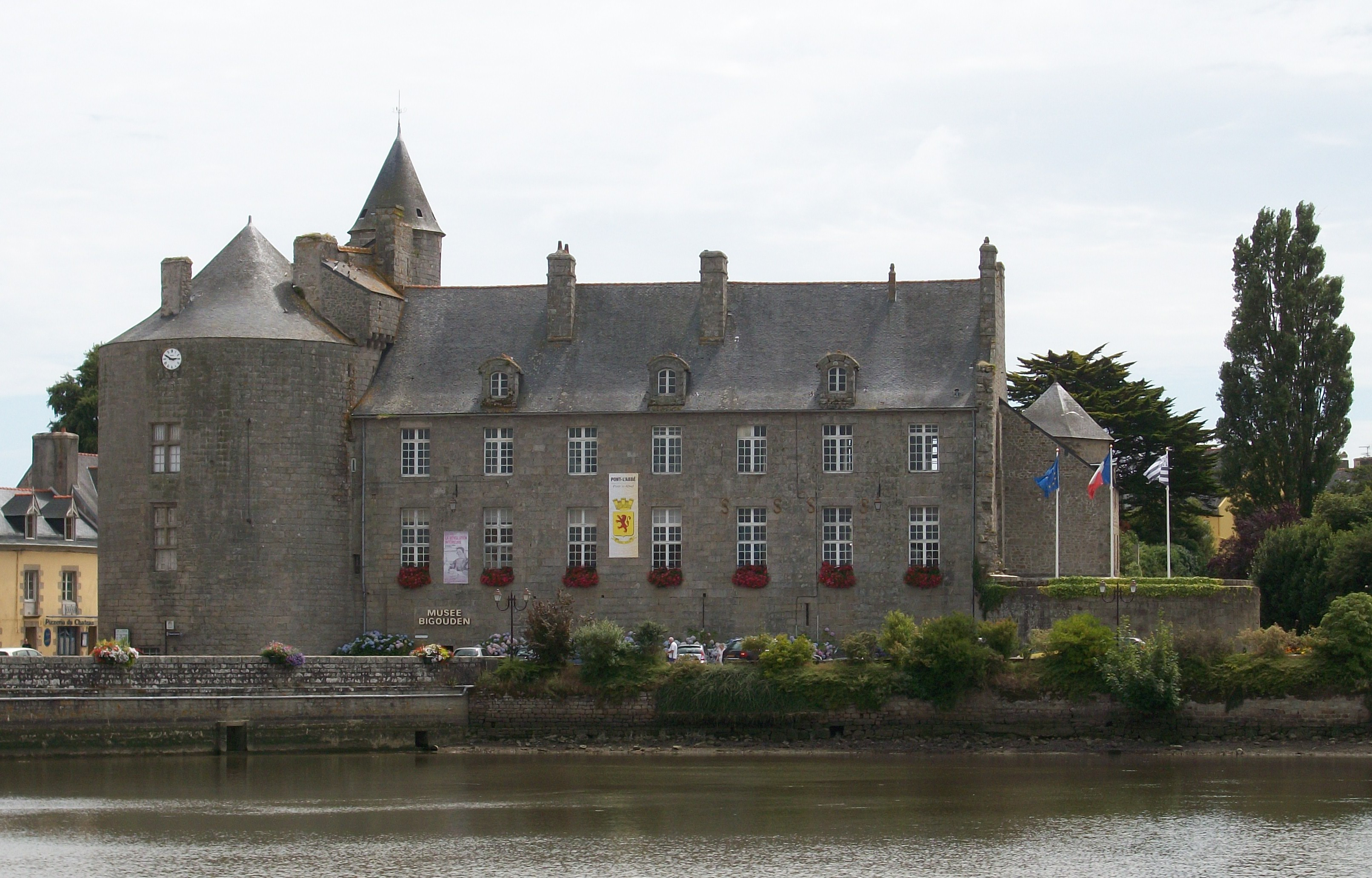
Castello di Pont-l'Abbé.

Nel dicembre 1570, Antoinette d'Aubeterre decide di portare la questione davanti alla Cour de France, Caterina de Medici e il duca d'Anjou; essa intenta un processo contro il marito della figlia, per impotenza assoluta (non risolvibile).
Nel febbraio 1571, tenuta prigioniera al castello di Rostreven, Catherine certifica nuovamente che le pratiche portate avanti da sua madre sono contrarie alla sua volontà; nonostante ciò, quest'ultima non desiste e ottiene dal sinodo, riunito a La Rochelle, che convenga di far liberare al più presto la falsa sposa. Nel luglio 1571, il barone du Pont lascia infine incontrare liberamente Catherine, a Durtal, un testimone della sua buona fede, il maresciallo de Vieuville agente al comando dell'Ammiraglio Gaspard II de Coligny. Dopo esitazioni, Catherine de Parthenay confessa la verità al vecchio maresciallo. Falsamente rassicurato da Vieuville, il barone ritorna allora al parco di Mouchamps, poi lascia che sua moglie raggiunga La Rochelle. Da allora Giovanna d'Albret, il futuro Enrico IV e Coligny sono convinti di avere il suo appoggio. Pertanto, essi sono riluttanti a mantenere delle forze a La Rochelle.
Separata una volta ancora da sua figlia, Antoinette d'Aubeterre poi cominciò a scrivere direttamente al re Carlo IX. La loro causa è discussa a porte chiuse davanti al gran consiglio martedì 11 settembre 1571. Non sono state conservate tracce dell'ordinanza che è seguita; sebbene indirizzata correttamente, il caso è rinviato davanti a un consiglio di medici e, successivamente, di giudici.
Presente a Parigi per le nozze di Margherita di Valois e del re Enrico di Navarra, il barone di Quellenec muore, assassinato nella corte del Louvre, la notte di San-Bartolomeo. Secondo una testimonianza scritta protestante, dopo essersi difeso valorosamente, il suo corpo fu trascinato nudo, poi esposto sotto le finestre del Louvre, le dame della corte volendo verificare "de visu" le cause dell'accanimento della vedova de Soubise contro il barone di Pont. « Per vedere cosa poteva avere, essendo un così bello e forte gentiluomo, col suo sesso impotente a stare con le donne" ».
Quanto a Catherine de Parthenay e a sua madre, devono la loro salvezza all'intervento di qualche nobile alleato del re, i loro immobili sono saccheggiati ma la mobilia viene risparmiata. De la Môle, Surgères, il duca di Bouillon chiedono la mano della giovane vedova e Antoinette d'Aubeterre progetta di lasciare la Francia. Sua figlia scrive durante questo periodo una elegia alla gloria di suo marito e dell'ammiraglio di Coligny. Infine, le due donne finiscono poi per raggiungere La Rochelle.

### Madre dei Rohan
Vedova ed erede di Soubise, Catherine de Parthenay è, a diciotto anni, una dei migliori partiti della nobiltà ugonotta. Di più, essa passa per essere una delle donne più intelligenti del suo tempo. Corteggiata da Renato di Rohan de Pontivy, cadetto della Famiglia dei Rohan di cui lei è amica intima della sorella, la sfortunata Françoise de Rohan, essa non può tuttavia donargli la sua mano senza sminuire il suo status.
Mentre le truppe del duca d'Anjou assediano La Rochelle, essa vi fa ambientare e rappresentare la sua tragedia Oloferne, della quale non rimane nulla, al fine di galvanizzare, sembra, il morale delle donne, tra le quali alcune partecipano ai combattimenti.
In questo periodo, Renato II di Rohan perde i suoi due fratelli maggiori, Jean detto Frontenay (nel 1574) di cui riprende il nome, poi Enrico I (il 12 maggio 1575), morti senza discendenti maschi, cosa che fa di lui il nuovo Visconte di Rohan, che gli apporta in eredità il castello di famiglia di Blain. Alla notizia della morte di Enrico I di Rohan, giunta a Catherine de Parthenay, a La Rochelle, prima che René sia stato avvertito, si racconta che la signora d'Aubeterre conceda al messaggero la terra di ville Jégu, presso Josselin, presa dai suoi possedimenti, al fine di ricompensarlo di questa buona notizia.

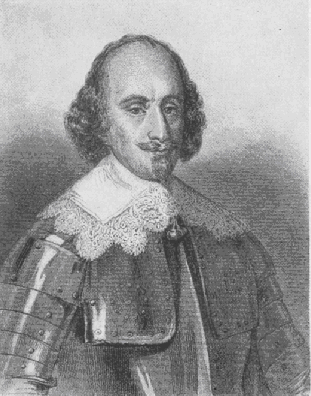
Enrico, duca di Rohan

Il matrimonio di Catherine e di Renato si svolge in privato, senza pompa, nel 1575; i loro testimoni sono i pastori Dominique de Losses, Denort e Gorré, e i compagni d'arme di Renato, Montgommery, Saint Gelais, Machecoult. Il contratto di matrimonio regola le sorti delle terre e dei titoli trasmessi ai loro futuri figli. Divenuta viscontessa di Rohan, Catherine gestisce le principali residenze dei Rohan in Bretagna: Blain, Josselin e Pontivy. Essa vi insedia delle chiese protestanti. Jean Pasquier le dedica la sua edizione, contraffatta ed epurata delle canzoni di Orlando di Lasso. In quegli anni, protegge anche il poeta André de Rivaudeau.
Nascono:

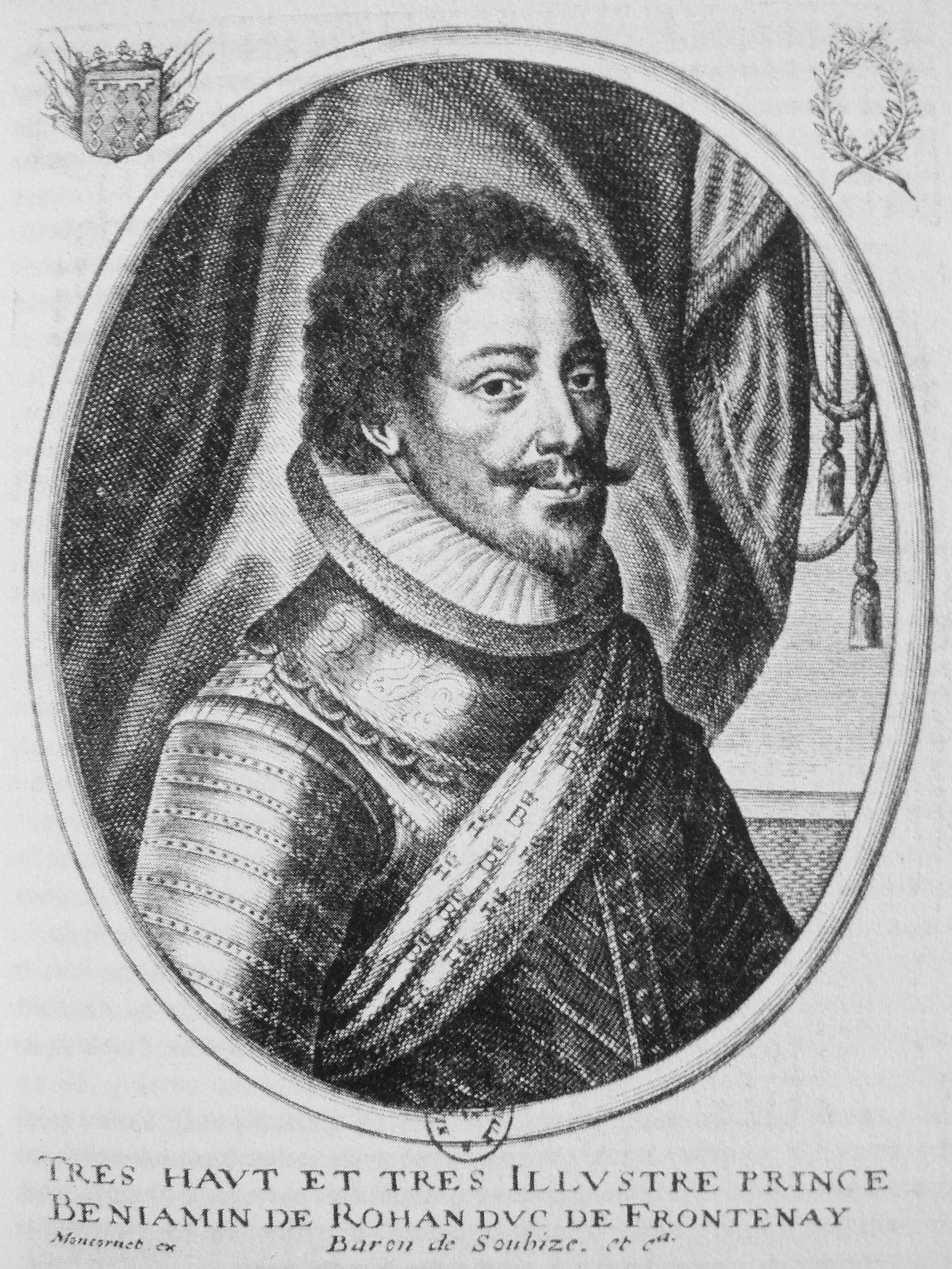
Beniamino, duca di Soubise

- Henriette, battezzata il 14 febbraio 1577 (certe fonti danno il 12 aprile per la sua nascita), bambina mingherlina che era al centro della cronaca per le sue deformità, il suo spirito brillante e la natura dei suoi amori;[33]
- Enrico II di Rohan-Gié, nato il 21 agosto 1579 a Blain; l'ultimo dei capi ugonotti a resistere alle armate di Richelieu;[34]
- Catherine, nata il 20 giugno 1580, alla quale è attribuita questa risposta a re Enrico IV che desidera farne la sua amante:

Sire, sono troppo povera per essere vostra moglie, e di famiglia troppo nobile per essere vostra amante.
- René, morto nella culla nel 1581, poi nel 1582, un altro bambino che non ha vissuto;
- Beniamino di Rohan, duca di Soubise, battezzato in agosto 1583 al parco di Mouchamps, avendo per padrino la città de La Rochelle.[35] Successivamente, ha ripreso il nome di Soubise e fu un difensore accanito della causa protestante;[36]
- Anne de Rohan, nata nel 1584, essa stessa dotata per tutte le forme della letteratura, che è stata insieme alla madre fino alla sua morte.

Essa consacra allora la sua vita ad allevare i suoi cinque figli e a sostenere il movimento protestante bretone.
Albero genealogico della famiglia Rohan-Parthenay
|  |  |  |  |                                                                |                                                                |                                                                |                                                                | Giovanni V di Parthenay-l'archevêque Signore di Mouchamps (Les Herbiers) detto Soubise (1512-1561) | Giovanni V di Parthenay-l'archevêque Signore di Mouchamps (Les Herbiers) detto Soubise (1512-1561) | Giovanni V di Parthenay-l'archevêque Signore di Mouchamps (Les Herbiers) detto Soubise (1512-1561) | Giovanni V di Parthenay-l'archevêque Signore di Mouchamps (Les Herbiers) detto Soubise (1512-1561) | Giovanni V di Parthenay-l'archevêque Signore di Mouchamps (Les Herbiers) detto Soubise (1512-1561) | Giovanni V di Parthenay-l'archevêque Signore di Mouchamps (Les Herbiers) detto Soubise (1512-1561) |                                                                                           |                                                                                           | Antoinette Bouchard d'Aubeterre (1535-1580) Douairière di Soubise                         | Antoinette Bouchard d'Aubeterre (1535-1580) Douairière di Soubise                         | Antoinette Bouchard d'Aubeterre (1535-1580) Douairière di Soubise | Antoinette Bouchard d'Aubeterre (1535-1580) Douairière di Soubise | Antoinette Bouchard d'Aubeterre (1535-1580) Douairière di Soubise     | Antoinette Bouchard d'Aubeterre (1535-1580) Douairière di Soubise     |                                                                       |                                                                       |                                                                       |                                                                       | Isabelle d'Albret (1513-verso il 1570) zia di Giovanna d'Albret (regina di Navarra) | Isabelle d'Albret (1513-verso il 1570) zia di Giovanna d'Albret (regina di Navarra) | Isabelle d'Albret (1513-verso il 1570) zia di Giovanna d'Albret (regina di Navarra) | Isabelle d'Albret (1513-verso il 1570) zia di Giovanna d'Albret (regina di Navarra) | Isabelle d'Albret (1513-verso il 1570) zia di Giovanna d'Albret (regina di Navarra) | Isabelle d'Albret (1513-verso il 1570) zia di Giovanna d'Albret (regina di Navarra) |                                                                 |                                                                 | Renato I di Rohan Visconte di Rohan (1516-1551)                 | Renato I di Rohan Visconte di Rohan (1516-1551)                 | Renato I di Rohan Visconte di Rohan (1516-1551) | Renato I di Rohan Visconte di Rohan (1516-1551) | Renato I di Rohan Visconte di Rohan (1516-1551) | Renato I di Rohan Visconte di Rohan (1516-1551) |                                                 |                                                 |                                    |                                    |                                                       |                                                       |                                                       |                                                       |                                                       |                                                       |  |  |  |  |  |  |  |  |  |  |  |  |  |  |
|  |  |  |  |                                                                |                                                                |                                                                |                                                                | Giovanni V di Parthenay-l'archevêque Signore di Mouchamps (Les Herbiers) detto Soubise (1512-1561) | Giovanni V di Parthenay-l'archevêque Signore di Mouchamps (Les Herbiers) detto Soubise (1512-1561) | Giovanni V di Parthenay-l'archevêque Signore di Mouchamps (Les Herbiers) detto Soubise (1512-1561) | Giovanni V di Parthenay-l'archevêque Signore di Mouchamps (Les Herbiers) detto Soubise (1512-1561) | Giovanni V di Parthenay-l'archevêque Signore di Mouchamps (Les Herbiers) detto Soubise (1512-1561) | Giovanni V di Parthenay-l'archevêque Signore di Mouchamps (Les Herbiers) detto Soubise (1512-1561) |                                                                                           |                                                                                           | Antoinette Bouchard d'Aubeterre (1535-1580) Douairière di Soubise                         | Antoinette Bouchard d'Aubeterre (1535-1580) Douairière di Soubise                         | Antoinette Bouchard d'Aubeterre (1535-1580) Douairière di Soubise | Antoinette Bouchard d'Aubeterre (1535-1580) Douairière di Soubise | Antoinette Bouchard d'Aubeterre (1535-1580) Douairière di Soubise     | Antoinette Bouchard d'Aubeterre (1535-1580) Douairière di Soubise     |                                                                       |                                                                       |                                                                       |                                                                       | Isabelle d'Albret (1513-verso il 1570) zia di Giovanna d'Albret (regina di Navarra) | Isabelle d'Albret (1513-verso il 1570) zia di Giovanna d'Albret (regina di Navarra) | Isabelle d'Albret (1513-verso il 1570) zia di Giovanna d'Albret (regina di Navarra) | Isabelle d'Albret (1513-verso il 1570) zia di Giovanna d'Albret (regina di Navarra) | Isabelle d'Albret (1513-verso il 1570) zia di Giovanna d'Albret (regina di Navarra) | Isabelle d'Albret (1513-verso il 1570) zia di Giovanna d'Albret (regina di Navarra) |                                                                 |                                                                 | Renato I di Rohan Visconte di Rohan (1516-1551)                 | Renato I di Rohan Visconte di Rohan (1516-1551)                 | Renato I di Rohan Visconte di Rohan (1516-1551) | Renato I di Rohan Visconte di Rohan (1516-1551) | Renato I di Rohan Visconte di Rohan (1516-1551) | Renato I di Rohan Visconte di Rohan (1516-1551) |                                                 |                                                 |                                    |                                    |                                                       |                                                       |                                                       |                                                       |                                                       |                                                       |  |  |  |  |  |  |  |  |  |  |  |  |  |  |
|  |  |  |  |                                                                |                                                                |                                                                |                                                                | | | | | | |                                                                                           |                                                                                           |                                                                                           |                                                                                           |                                                                   |                                                                   |                                                                       |                                                                       |                                                                       |                                                                       |                                                                       |                                                                       |                                                                                     |                                                                                     |                                                                                     |                                                                                     |                                                                                     |                                                                                     |                                                                 |                                                                 |                                                                 |                                                                 |                                                 |                                                 |                                                 |                                                 |                                                 |                                                 |                                    |                                    |                                                       |                                                       |                                                       |                                                       |                                                       |                                                       |  |  |  |  |  |  |  |  |  |  |  |  |  |  |
|  |  |  |  |                                                                |                                                                |                                                                |                                                                | | | | | | |                                                                                           |                                                                                           |                                                                                           |                                                                                           |                                                                   |                                                                   |                                                                       |                                                                       |                                                                       |                                                                       |                                                                       |                                                                       |                                                                                     |                                                                                     |                                                                                     |                                                                                     |                                                                                     |                                                                                     |                                                                 |                                                                 |                                                                 |                                                                 |                                                 |                                                 |                                                 |                                                 |                                                 |                                                 |                                    |                                    |                                                       |                                                       |                                                       |                                                       |                                                       |                                                       |  |  |  |  |  |  |  |  |  |  |  |  |  |  |
|  |  |  |  | Charles de Quellenec Barone di Pont, detto Soubise (1548-1572) | Charles de Quellenec Barone di Pont, detto Soubise (1548-1572) | Charles de Quellenec Barone di Pont, detto Soubise (1548-1572) | Charles de Quellenec Barone di Pont, detto Soubise (1548-1572) | Charles de Quellenec Barone di Pont, detto Soubise (1548-1572)                                     | Charles de Quellenec Barone di Pont, detto Soubise (1548-1572)                                     | | | Catherine de Parthenay Signora di Soubise Madre dei Rohan Douairière di Rohan (1554-1631)          | Catherine de Parthenay Signora di Soubise Madre dei Rohan Douairière di Rohan (1554-1631)          | Catherine de Parthenay Signora di Soubise Madre dei Rohan Douairière di Rohan (1554-1631) | Catherine de Parthenay Signora di Soubise Madre dei Rohan Douairière di Rohan (1554-1631) | Catherine de Parthenay Signora di Soubise Madre dei Rohan Douairière di Rohan (1554-1631) | Catherine de Parthenay Signora di Soubise Madre dei Rohan Douairière di Rohan (1554-1631) |                                                                   |                                                                   | Renato II detto Pontivy, poi Frontenay, Visconte di Rohan (1550-1585) | Renato II detto Pontivy, poi Frontenay, Visconte di Rohan (1550-1585) | Renato II detto Pontivy, poi Frontenay, Visconte di Rohan (1550-1585) | Renato II detto Pontivy, poi Frontenay, Visconte di Rohan (1550-1585) | Renato II detto Pontivy, poi Frontenay, Visconte di Rohan (1550-1585) | Renato II detto Pontivy, poi Frontenay, Visconte di Rohan (1550-1585) |                                                                                     |                                                                                     | Jean detto Frontenay (?-morto nel 1574)                                             | Jean detto Frontenay (?-morto nel 1574)                                             | Jean detto Frontenay (?-morto nel 1574)                                             | Jean detto Frontenay (?-morto nel 1574)                                             | Jean detto Frontenay (?-morto nel 1574)                         | Jean detto Frontenay (?-morto nel 1574)                         |                                                                 |                                                                 | Enrico I di Rohan Visconte di Rohan (1535-1575) | Enrico I di Rohan Visconte di Rohan (1535-1575) | Enrico I di Rohan Visconte di Rohan (1535-1575) | Enrico I di Rohan Visconte di Rohan (1535-1575) | Enrico I di Rohan Visconte di Rohan (1535-1575) | Enrico I di Rohan Visconte di Rohan (1535-1575) |                                    |                                    | Françoise de Rohan Signora della Garnache (1540-1590) | Françoise de Rohan Signora della Garnache (1540-1590) | Françoise de Rohan Signora della Garnache (1540-1590) | Françoise de Rohan Signora della Garnache (1540-1590) | Françoise de Rohan Signora della Garnache (1540-1590) | Françoise de Rohan Signora della Garnache (1540-1590) |  |  |  |  |  |  |  |  |  |  |  |  |  |  |
|  |  |  |  | Charles de Quellenec Barone di Pont, detto Soubise (1548-1572) | Charles de Quellenec Barone di Pont, detto Soubise (1548-1572) | Charles de Quellenec Barone di Pont, detto Soubise (1548-1572) | Charles de Quellenec Barone di Pont, detto Soubise (1548-1572) | Charles de Quellenec Barone di Pont, detto Soubise (1548-1572)                                     | Charles de Quellenec Barone di Pont, detto Soubise (1548-1572)                                     | | | Catherine de Parthenay Signora di Soubise Madre dei Rohan Douairière di Rohan (1554-1631)          | Catherine de Parthenay Signora di Soubise Madre dei Rohan Douairière di Rohan (1554-1631)          | Catherine de Parthenay Signora di Soubise Madre dei Rohan Douairière di Rohan (1554-1631) | Catherine de Parthenay Signora di Soubise Madre dei Rohan Douairière di Rohan (1554-1631) | Catherine de Parthenay Signora di Soubise Madre dei Rohan Douairière di Rohan (1554-1631) | Catherine de Parthenay Signora di Soubise Madre dei Rohan Douairière di Rohan (1554-1631) |                                                                   |                                                                   | Renato II detto Pontivy, poi Frontenay, Visconte di Rohan (1550-1585) | Renato II detto Pontivy, poi Frontenay, Visconte di Rohan (1550-1585) | Renato II detto Pontivy, poi Frontenay, Visconte di Rohan (1550-1585) | Renato II detto Pontivy, poi Frontenay, Visconte di Rohan (1550-1585) | Renato II detto Pontivy, poi Frontenay, Visconte di Rohan (1550-1585) | Renato II detto Pontivy, poi Frontenay, Visconte di Rohan (1550-1585) |                                                                                     |                                                                                     | Jean detto Frontenay (?-morto nel 1574)                                             | Jean detto Frontenay (?-morto nel 1574)                                             | Jean detto Frontenay (?-morto nel 1574)                                             | Jean detto Frontenay (?-morto nel 1574)                                             | Jean detto Frontenay (?-morto nel 1574)                         | Jean detto Frontenay (?-morto nel 1574)                         |                                                                 |                                                                 | Enrico I di Rohan Visconte di Rohan (1535-1575) | Enrico I di Rohan Visconte di Rohan (1535-1575) | Enrico I di Rohan Visconte di Rohan (1535-1575) | Enrico I di Rohan Visconte di Rohan (1535-1575) | Enrico I di Rohan Visconte di Rohan (1535-1575) | Enrico I di Rohan Visconte di Rohan (1535-1575) |                                    |                                    | Françoise de Rohan Signora della Garnache (1540-1590) | Françoise de Rohan Signora della Garnache (1540-1590) | Françoise de Rohan Signora della Garnache (1540-1590) | Françoise de Rohan Signora della Garnache (1540-1590) | Françoise de Rohan Signora della Garnache (1540-1590) | Françoise de Rohan Signora della Garnache (1540-1590) |  |  |  |  |  |  |  |  |  |  |  |  |  |  |
|  |  |  |  |                                                                |                                                                |                                                                |                                                                | | | | | | |                                                                                           |                                                                                           |                                                                                           |                                                                                           |                                                                   |                                                                   |                                                                       |                                                                       |                                                                       |                                                                       |                                                                       |                                                                       |                                                                                     |                                                                                     |                                                                                     |                                                                                     |                                                                                     |                                                                                     |                                                                 |                                                                 |                                                                 |                                                                 |                                                 |                                                 |                                                 |                                                 |                                                 |                                                 |                                    |                                    |                                                       |                                                       |                                                       |                                                       |                                                       |                                                       |  |  |  |  |  |  |  |  |  |  |  |  |  |  |
|  |  |  |  |                                                                |                                                                |                                                                |                                                                | | | | | | |                                                                                           |                                                                                           |                                                                                           |                                                                                           |                                                                   |                                                                   |                                                                       |                                                                       |                                                                       |                                                                       |                                                                       |                                                                       |                                                                                     |                                                                                     |                                                                                     |                                                                                     |                                                                                     |                                                                                     |                                                                 |                                                                 |                                                                 |                                                                 |                                                 |                                                 |                                                 |                                                 |                                                 |                                                 |                                    |                                    |                                                       |                                                       |                                                       |                                                       |                                                       |                                                       |  |  |  |  |  |  |  |  |  |  |  |  |  |  |
|  |  |  |  |                                                                |                                                                | Enrico II di Rohan Visconte e I duca dopo il 1604 (1579-1638)  | Enrico II di Rohan Visconte e I duca dopo il 1604 (1579-1638)  | Enrico II di Rohan Visconte e I duca dopo il 1604 (1579-1638)                                      | Enrico II di Rohan Visconte e I duca dopo il 1604 (1579-1638)                                      | Enrico II di Rohan Visconte e I duca dopo il 1604 (1579-1638)                                      | Enrico II di Rohan Visconte e I duca dopo il 1604 (1579-1638)                                      | | | Beniamino di Rohan Duca di Soubise (1583-1642)                                            | Beniamino di Rohan Duca di Soubise (1583-1642)                                            | Beniamino di Rohan Duca di Soubise (1583-1642)                                            | Beniamino di Rohan Duca di Soubise (1583-1642)                                            | Beniamino di Rohan Duca di Soubise (1583-1642)                    | Beniamino di Rohan Duca di Soubise (1583-1642)                    |                                                                       |                                                                       | Henriette de Rohan detta la Bossue (la gobba) (1577-1624)             | Henriette de Rohan detta la Bossue (la gobba) (1577-1624)             | Henriette de Rohan detta la Bossue (la gobba) (1577-1624)             | Henriette de Rohan detta la Bossue (la gobba) (1577-1624)             | Henriette de Rohan detta la Bossue (la gobba) (1577-1624)                           | Henriette de Rohan detta la Bossue (la gobba) (1577-1624)                           |                                                                                     |                                                                                     | Catherine de Rohan sposata a Giovanni II di Baviera (1580-1607)                     | Catherine de Rohan sposata a Giovanni II di Baviera (1580-1607)                     | Catherine de Rohan sposata a Giovanni II di Baviera (1580-1607) | Catherine de Rohan sposata a Giovanni II di Baviera (1580-1607) | Catherine de Rohan sposata a Giovanni II di Baviera (1580-1607) | Catherine de Rohan sposata a Giovanni II di Baviera (1580-1607) |                                                 |                                                 | Anne de Rohan Poetessa (1584-1646)              | Anne de Rohan Poetessa (1584-1646)              | Anne de Rohan Poetessa (1584-1646)              | Anne de Rohan Poetessa (1584-1646)              | Anne de Rohan Poetessa (1584-1646) | Anne de Rohan Poetessa (1584-1646) |                                                       |                                                       |                                                       |                                                       |                                                       |                                                       |  |  |  |  |  |  |  |  |  |  |  |  |  |  |

### Rovinata dalla guerra

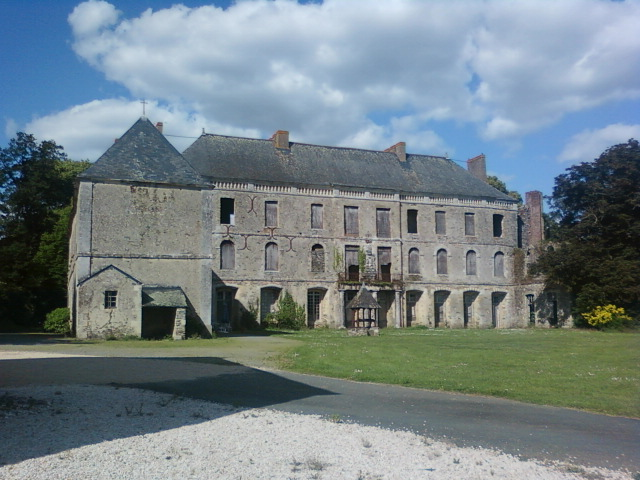
Le parc Soubise, ricostruito nel 1771, e poi bruciato.

Nel 1583 Jean de La Gessée le dedica una poesia nelle sue Jeunesses:

## Citazioni
Gédéon Tallemant des Réaux, nelle sue Historiettes, ha ricordato che: ogni volta che Mr de Nevers, Mr. de Brèves e Catherine de Parthenay si trovavano insieme, conquistavano l'impero del Turco; modo di dire del tempo per esprimere che hanno rifatto il mondo.

## Opere
- Apologie pour le Roy Henri IV envers ceux qui le blasment de ce qu'il gratifié plus ses ennemis que ses serviteurs, faite en l'année 1596, Cologne, 1666.
- Ballets allégoriques en vers, 1592-1593, publiés avec une introduction et des notes, par Raymond Ritter, Toulouse, Impr. des Arts; Marius Bonneville, maître-imprimeur et Paris, Edouard Champion 1927.
- Traduction des préceptes d'Isocrate à Demonique.